# Ali Taher
Muhammad Ali Taher Parasong (Lamakera, Flores Oriental, 9 de febrero de 1961-Yakarta, 3 de enero de 2021) fue un político indonesio del Partido del Mandato Nacional que forma parte del Consejo Representativo del Pueblo del distrito electoral de Banten III desde las elecciones legislativas indonesias de 2014 hasta la fecha de su muerte.

## Biografía

### Primeros años
Nació el 9 de febrero de 1961 en Lamakera, un pequeño pueblo pesquero musulmán en la provincia de mayoría cristiana de Nusa Tenggara Oriental.
En la década de 1970 decidió emigrar a Yakarta. Con apenas suministros suficientes partió en un barco de carga hasta que llegó a Surabaya donde se hospedó en una casa propiedad de sus familiares. Luego se inscribió en una escuela primaria de clases nocturnas en Slipi graduándose en 1974.
Después de terminar su educación primaria, continuó su educación secundaria en la Escuela Muhammadiyah en Slipi y en la Escuela Secundaria Estatal n.º 16 en West Jakarta.
Después ingresó a la Universidad Muhammadiyah donde estudio durante seis años hasta que se licenció en Derecho (SH).
En 2002 obtuvo el título de magíster en humanidades después de graduarse por la Universidad Tarumanegara. Diez años después obtuvo el doctorado en la Universidad de Padjadjaran.

### Trayectoria profesional
Después de graduarse de la universidad, Taher comenzó a enseñar como profesor en su alma mater. También enseñó en otras universidades, sobre todo en el Instituto Económico Muhammadiyah en Tangerang y el Instituto de Salud YATSI en Tangerang.
Además de su carrera académica estuvo involucrado en la gestión de la salud, donde se convirtió en el subdirector general del Hospital Islámico de Yakarta. De igual manera fue propietario de la empresa RUSLAM Cempaka Putih Jaya y Catur Darma Utama.

### Carrera política
Ocupó su primer cargo político cuando en 1997 cuándo fue como miembro del Consejo Representativo del Pueblo del distrito electoral East Nusa Tenggara, terminando su mandato en 1999.
Después de que se levantara la restricción sobre los partidos políticos en 1998, Taher se unió al Partido del Mandato Nacional. Ocupó el cargo de secretario general adjunto del partido desde 2005 hasta 2010 y como presidente del mismo desde 2010 hasta 2020, también fue miembro del órgano consultivo del partido desde 2020 hasta su muerte. Debido a su afiliación política fue designado como personal experto del ministro de Bosques Zulkifli Hasan, quien también era miembro del Partido del Mandato Nacional.
En 2004 y 2009 se postuló como candidato del Consejo Representativo del Pueblo del distrito electoral de Banten II (2004) y Banten III (2009) aunque obtuvo 10.466 y 11.394 votos respectivamente no logró ningún escaño en ambas elecciones.
En las elecciones legislativas de Indonesia de 2014 se presentó nuevamente como candidato al Consejo Representativo del Pueblo del distrito electoral de Banten III, obtuvo 62.479 votos en las elecciones y se convirtió en miembro del Consejo Representativo del Pueblo desde 2014 hasta 2019. Fue reelegido en las elecciones generales indonesias de 2019 con 71.495 de los votos.
Durante sus dos mandatos, Taher fue asignado al Comité VIII del Consejo Representativo del Pueblo, que se ocupa de la religión, los asuntos sociales y el empoderamiento de la mujer. Además se convirtió en presidente de la comisión desde el 26 de mayo de 2016 en sustitución de Saleh Partaonan Daulay.

### Fallecimiento
El 27 de diciembre de 2020, Taher fue diagnosticado con COVID-19. Optó por ser tratado en el Hospital Islámico de Yakarta, con el razonamiento de que la mayoría de los pacientes con COVID-19 llevados a ese hospital para su recuperación. Después de que su saturación de oxígeno aumentara brevemente el 2 de enero, la salud de Taher se deterioró hasta que murió a las 14 del 3 de enero de 2021.